# カワラタケ
カワラタケ（瓦茸、学名: Trametes versicolor）は、タマチョレイタケ科シロアミタケ属の小型から大型になるキノコ（菌類）で、白色腐朽菌である。不食キノコで食用には向かない。和名の由来は、多数の子実体が屋根瓦状に重なり合って群生していることから名付けられている。地方により、キノミミ（秋田県）、クモタケ（雲茸）などともよばれている。

## 分布・生態
日本各地をはじめ北半球を中心に世界中に広く分布し、枯れ木に発生するキノコとしては極めて一般的な存在である。通年見られ、人里近くでも見かけられ、ときに大きな群落を作ることもある。
材の白腐れを起こす白色腐朽菌（木材腐朽菌、腐生菌、腐生性）。夏から冬にかけて、シイ・カシ林、雑木林、針葉樹林、ブナ・ミズナラ林などで、主に広葉樹や針葉樹の枯れ枝や倒木、切り株などに多数群がって生える。しばしば、古い木製の柵などにも生えることもある。何年もかけて成長する多年生キノコといわれているが、一方で一年生ともいわれているが。

## 形態
子実体は半背着床で柄はなく、半円形から腎臓形の傘だけが枯れ木から伸び出す形をとる。その点ではサルノコシカケに似るが、はるかに小さく、薄い。ひとつひとつの子実体は径1 - 7センチメートル (cm) と小型で、根元はあまり融合せず、傘同士が融合することがある。子実体は皮質。
傘の表面は微毛状菌糸を密生したフェルト状で、色は黒色、褐色、濃青色、黄色、灰色、茶色などさまざまで変化が大きく、同心円状の模様（環紋）が出る事が多い。環紋は、濃い色が細線状になるものや、青色や茶色の濃淡になるものなどさまざまで変化に富む。縁部は白色。子実体が小さいときは黒色が濃く、縁部の白色が目立つ。多年生で古くなると色褪せて白色となり、緑藻が生えて緑色を帯びる。
傘の裏側は管孔状で、若いときは汚黄色から灰白色、のちに古くなると褐色を帯びる。管孔部は極めて目の細かい網目状で、ひとつひとつの管孔はとても小さく、肉眼では識別しにくい。管孔の長さは1ミリメートル (mm) 。
肉は白色で薄く、強靱な革質でとても堅い。生乾きでは肉質、乾くとコルク質になる。このように、木質や革質で、傘の裏が管孔状になっているキノコを、硬質菌または多孔菌とよんでいる。重なって生じる傘の間に、昆虫のキノコムシなどがよく棲んでいる。
担子胞子は大きさ5 - 8 × 1.5 - 2マイクロメートル (μm) のやや曲がった円筒形で、非アミロイド性。胞子紋は白色。子実体を構成する菌糸は三菌糸型で、原菌糸の隔壁にはクランプがある。嚢状体を欠く。

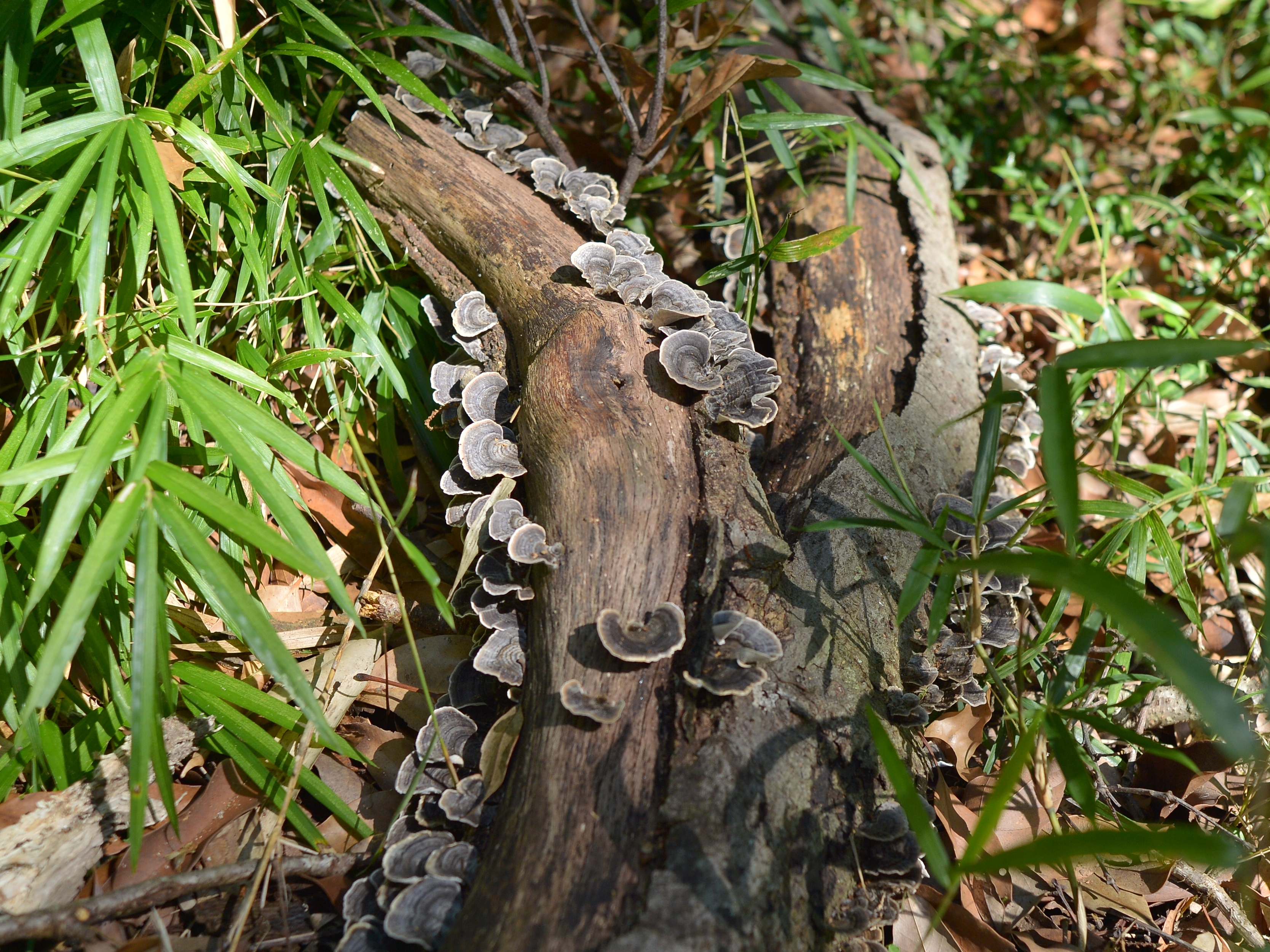
倒木に発生したカワラタケ

## 利用
肉質は非常に硬く、調理しても食べられないので、食用不適とされる。免疫力を高める物質を含む薬用キノコとみなされることがあるが、身体に悪い細胞毒性を示すものも含んでいるため注意が必要と言われている。2009年時点では毒成分については不明とされていたが、現在は毒成分が含まれていることがわかり注意喚起されている。中毒症状を起こす可能性が指摘されているが、詳細は不明である。
また、菌糸体よりクレスチンという抗悪性腫瘍剤になるという多糖類が得られるとされていた。このクレスチンという物質は、かつて抗がん剤として使用されたが、のちの調査で効果に疑問があることがわかってから使われなくなり、現在は薬効がないことが判明している。
原木栽培も行われており、その副産物である廃ホダ木はオオクワガタ・コクワガタ・ヒラタクワガタなどといったクワガタムシを飼育する際の産卵木や、カブトムシの産卵床・幼虫の餌の原料として再利用される。